# Base Naval Ushuaia

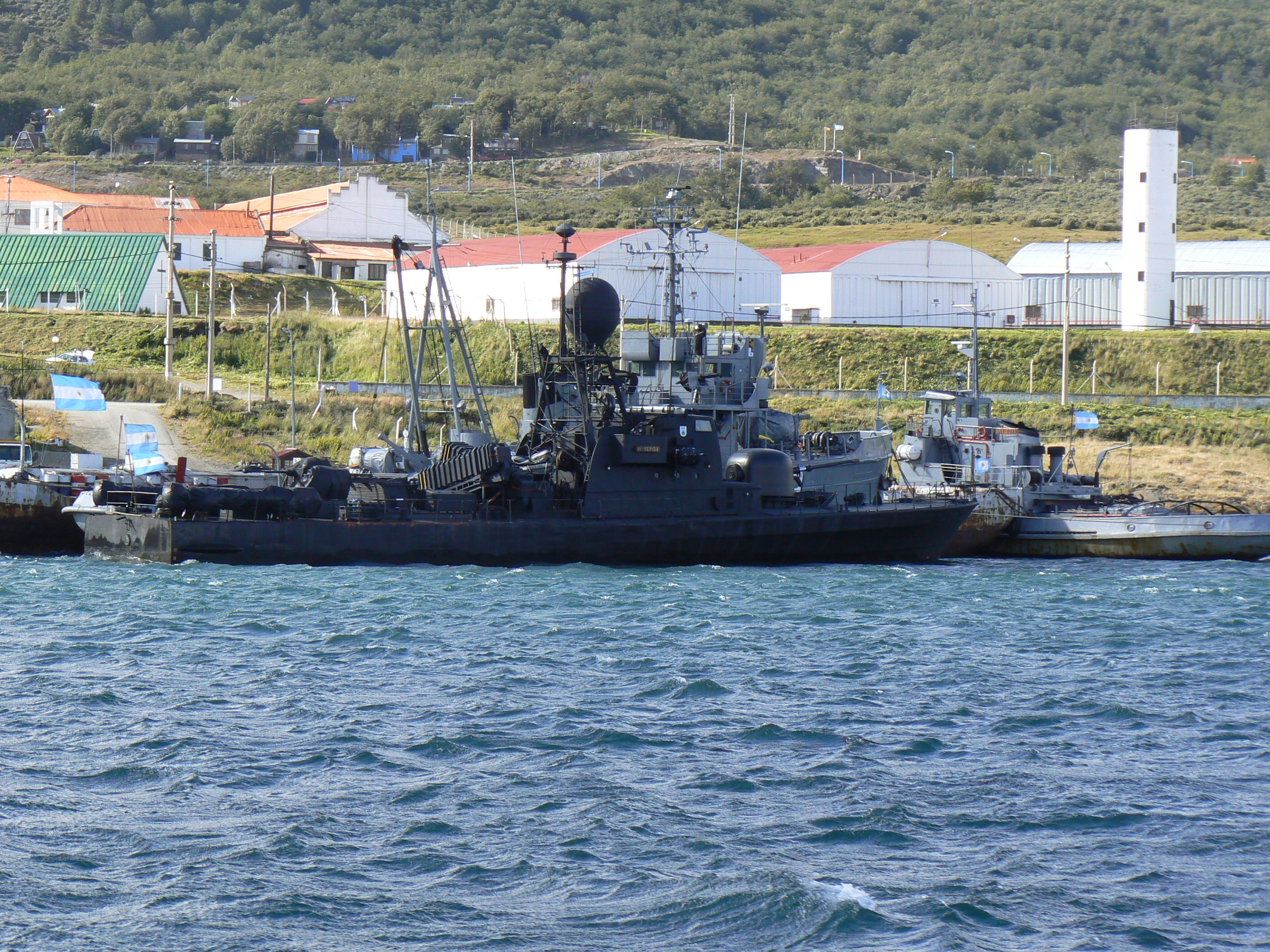
ARA Intrépida (P-85) en su apostadero en Ushuaia.

La Base Naval Ushuaia (BNUS), fundada en 1950, es la base naval más austral de la Armada Argentina. Se ubica en la ciudad de Ushuaia, capital de la provincia de Tierra del Fuego, Antártida e Islas del Atlántico Sur, a orillas del canal Beagle. Es también el principal puerto y centro logístico argentino para el acceso a la Antártida y el asiento del Área Naval Austral (ANAU). También es o era llamada Base Naval Integrada Almirante Berisso, en honor al almirante Emilio Rodolfo Berisso, oficial naval asesinado en 1972 por las Fuerzas Armadas Revolucionarias.

## Historia
La BNUS fue fundada el 13 de diciembre de 1950 por decreto n.º 26424/50 firmado por el entonces presidente Juan Domingo Perón y el ministro E. B. García con el objeto de que constituyera la “base de operaciones de los buques de apoyo que operan en el sector sur”. La norma establecía que la base debía estar capacitada para proveer apoyo a las embarcaciones y brindar el sostén logístico para tal fin. Se refería específicamente a la ejecución de tareas de reparación de buques para permitirles continuar con sus operaciones, o para ponerlos en condiciones de su traslado a una base principal, de acuerdo a la importancia de sus averías. 
La base se estableció en las antiguas instalaciones del penal de Ushuaia. De este modo, no sólo heredó del presidio los edificios sino también los servicios que se prestaban en él, tanto para cubrir sus propias necesidades como las de la población. 
El profundo calado del puerto conexo a la BNUS permite la operación de grandes buques. La base es utilizada por los buques de la Armada Argentina que participan de la Campaña Antártica de cada año para su mantenimiento y reabastecimiento. También está incluida en su ámbito la Estación Aeronaval Ushuaia (exaeropuerto), desde donde operan los aviones y helicópteros del Comando de Aviación Naval (COAN) cuando se ejercitan en el área.

### Malvinas
Durante la guerra de las Malvinas, se recibieron visitas en gesto de solidaridad con los conscriptos por parte de dirigentes del Partido Justicialista, a instancias de Deolindo Bittel.

## Medios
Los medios con apostadero en esta base naval (2025):
| Unidad                                       | Siglas |
| Agrupación Lanchas Rápidas                   | APLA   |
| -------------------------------------------- | ------ |
| Lancha rápida ARA Intrépida                  | LRIT   |
| Lancha rápida ARA Indómita                   | LRID   |
| Lancha patrullera ARA Baradero               | LPBA   |
| Lancha patrullera ARA Barranqueras           | LPBE   |
| Lancha patrullera ARA Clorinda               | LPCA   |
| Lancha patrullera ARA Concepción del Uruguay | LPCU   |